# Río Agüera
El río Agüera, también llamado Riomayor, es un río del norte de España, en la cornisa cantábrica, que discurre por Cantabria y Vizcaya, y desemboca en el mar Cantábrico.

## Curso
El Agüera nace en las estribaciones del Burgueño, entre los municipios de Valle de Villaverde y Arcentales y desemboca en la ría de Oriñón, entre Guriezo y Castro-Urdiales. Sus principales afluentes son los ríos Remendón, Andino y Rioseco. Tiene un caudal anual de 112 hm³ y una longitud de 29 km.

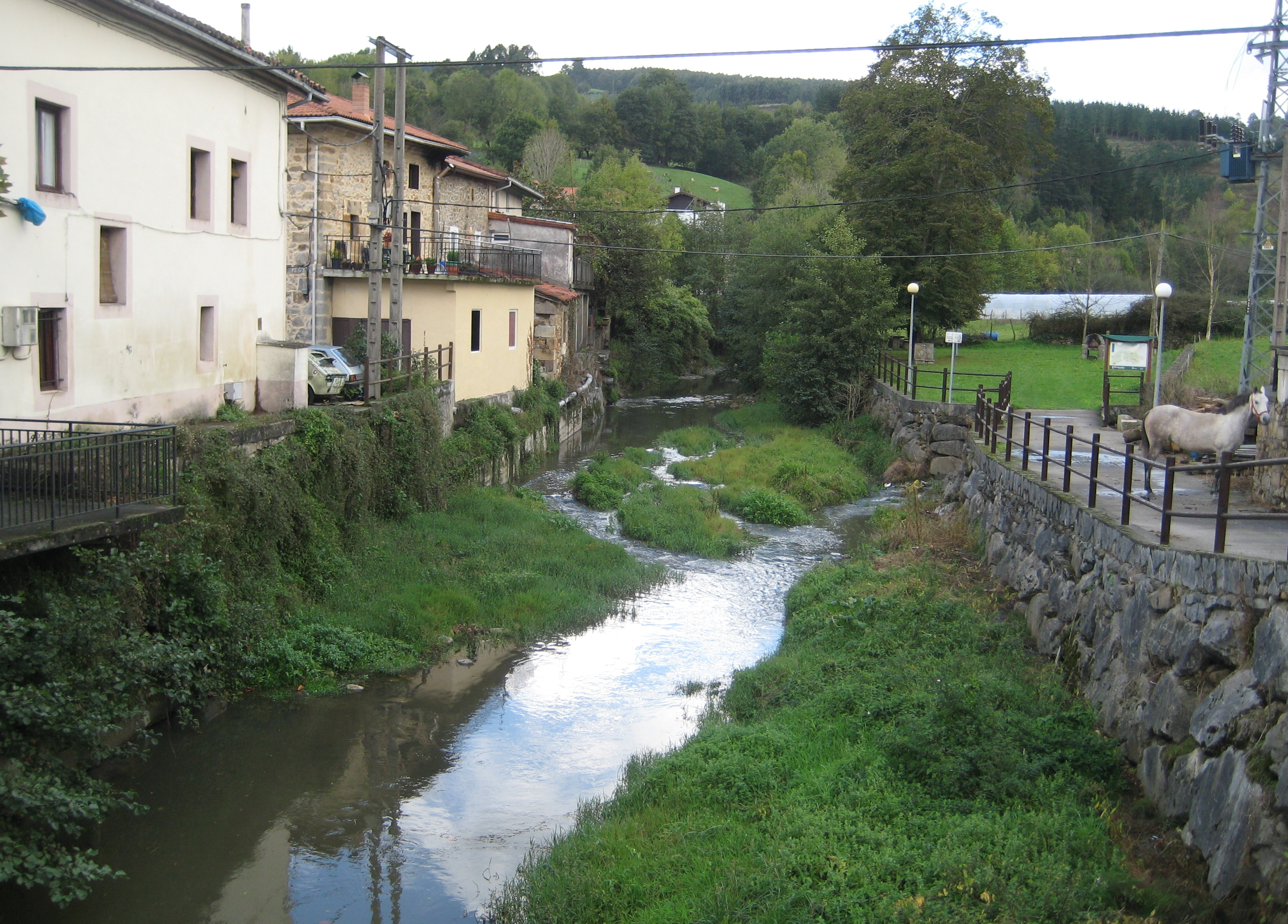
A su paso por Trucios.

En Trucios (Vizcaya) su agua era aprovechada para el molino hidráulico de Basinagre.
En 2006 el Gobierno de Cantabria declaró Lugar de Importancia Comunitaria (LIC) la parte baja y central de su cauce principal hasta el límite con Vizcaya. Las especies más importantes de esta zona son el sábalo, la madrilla y el cangrejo de río europeo.
Aparece descrito en el primer volumen del Diccionario geográfico-estadístico-histórico de España y sus posesiones de Ultramar de Pascual Madoz con las siguientes palabras:

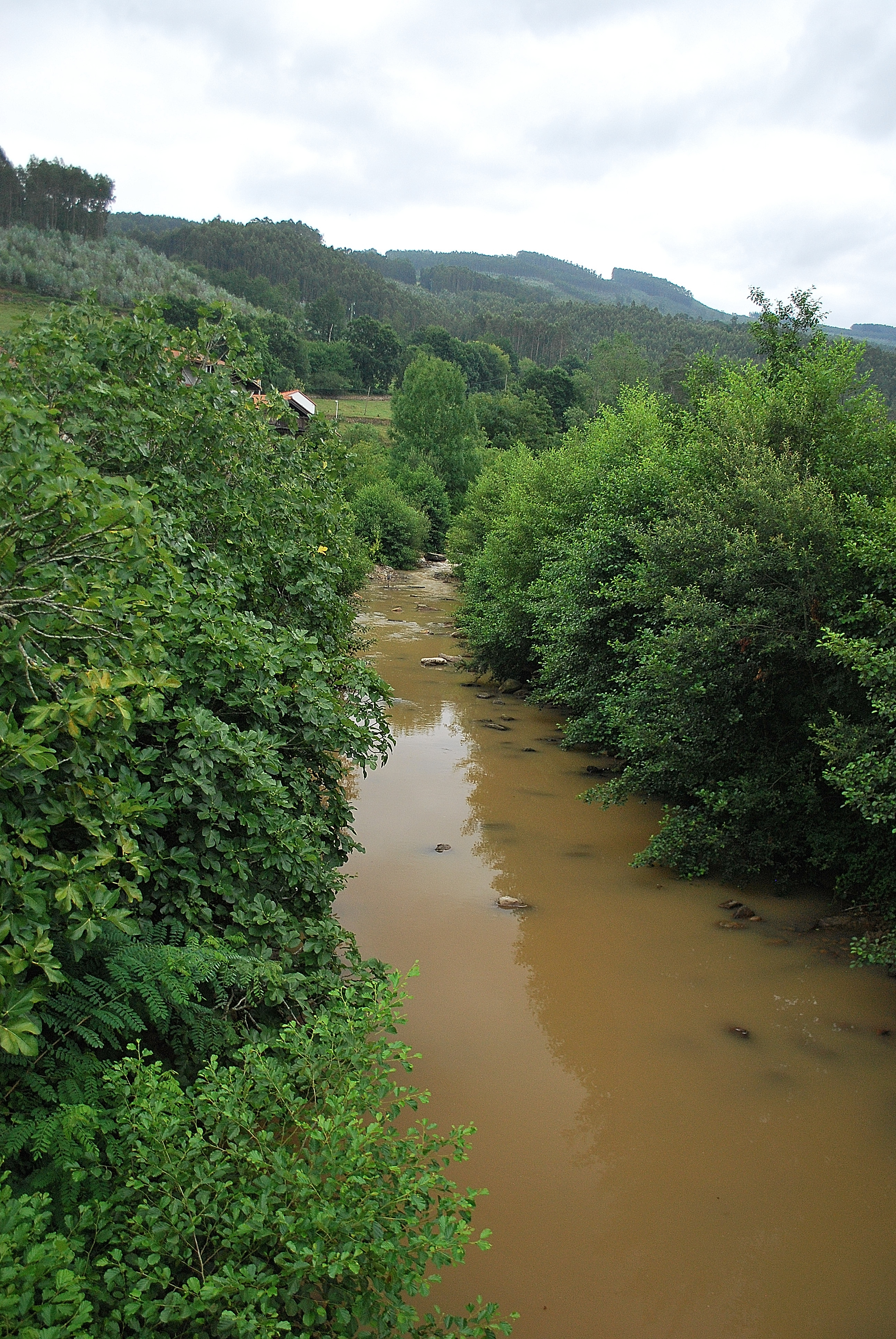
A su paso por Guriezo.

AGUERA: r. que nace en el monte titulado Tejeda, sit. al S. del Valle de Villaverde de Trucios, en la prov. de Santander, part. jud. de Castrourdiales. Se le reunen las aguas del riach. llamado Tejeda, y de otros en su curso hácia Guriezo, y fertilizando el valle de Villaverde (en Vizcaya) llega al l. de Aguera de Trucios (V.); en este tiene un puente de madera. Baja con el aumento de algunos manantiales al valle de Guriezo, en donde aparece caudaloso, teniendo en él para pasarle dos puentes de piedra silleria, cada uno con dos arcos, que conducen á las ald. de Trebuesto y las Puentes; hay otro de madera en la ald. de Lendagua y cinco puentes y pontones sobre otros riach. y arroyos que se le incorporan en Guriezo. Desagua en la jurisd. del pueblo de Oriñon, por la parte que llaman Rivero del Guriezo, dejando aquel á la izq. y á su der. el monte Cerredo y terr. del l. de Islares: aqui ya toma el nombre de ria de Orinon hasta donde pueden subir bergantines de regular porte. Es de curso perenne y de los mas caudalosos que corren por el part.: da movimiento á las ferr. y molinos contenidos en los respectivos pueblos por donde pasa. Cria buenos barbos, anguilas, truchas, bermejuelas y otros pescados de esquisito gusto.
(Madoz, 1845, p. 133)